# Guzmango (distrito)
Guzmango é um distrito do Peru, departamento de Cajamarca, localizada na província de Contumazá.

## Transporte
O distrito de Guzmango é servido pela seguinte rodovia:
- CA-101, que liga o distrito de Contumazá à cidade de San Benito[1][2][3]